# Echtes Tausendgüldenkraut
Das Echte Tausendgüldenkraut (Centaurium erythraea), auch Kopfiges Tausendgüldenkraut genannt, ist eine formenreiche Pflanzenart in der Gattung der Tausendgüldenkräuter (Centaurium).
Das Echte Tausendgüldenkraut wurde 2004 zur Heilpflanze des Jahres gekürt.

## Beschreibung

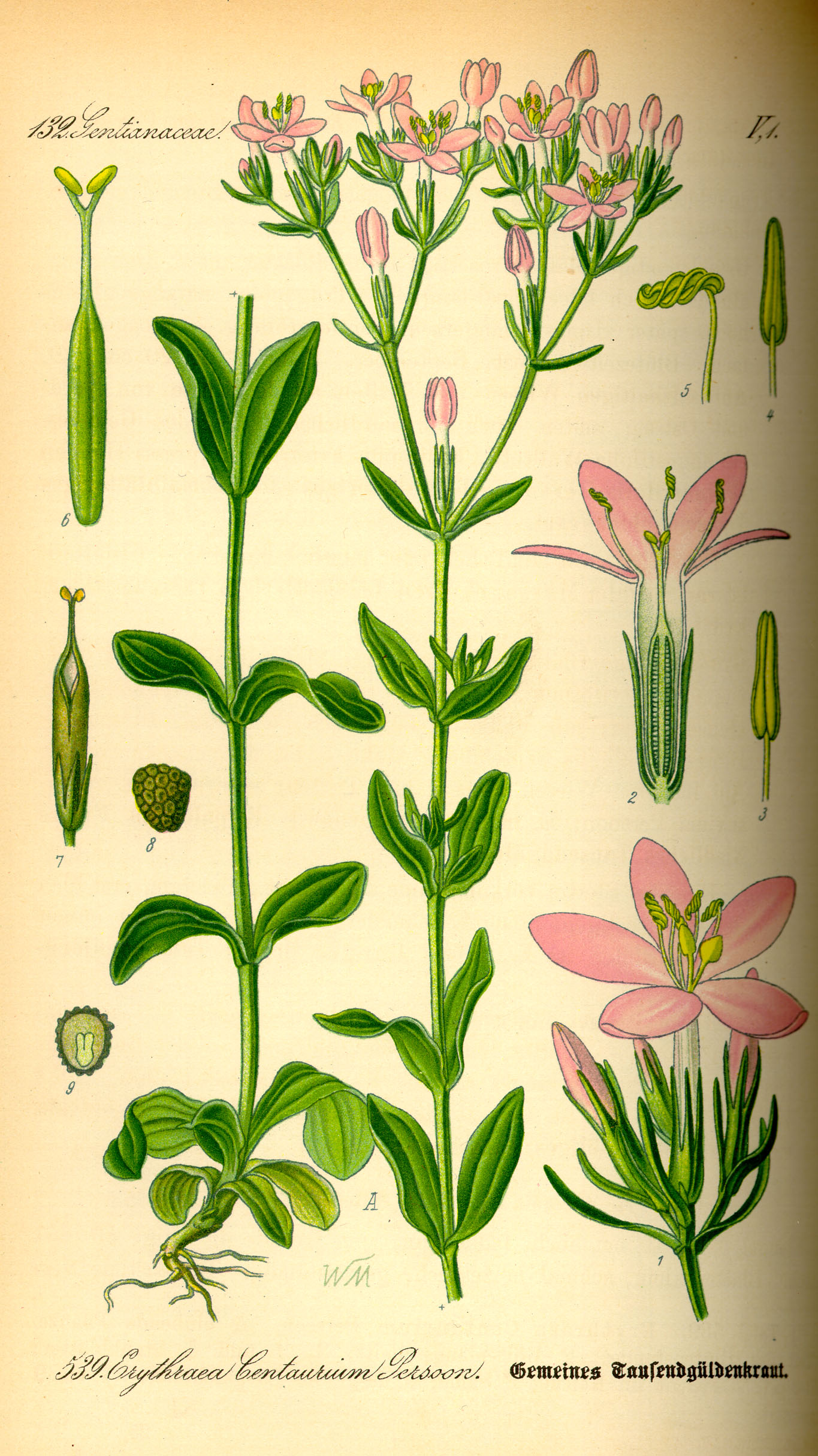
Illustration

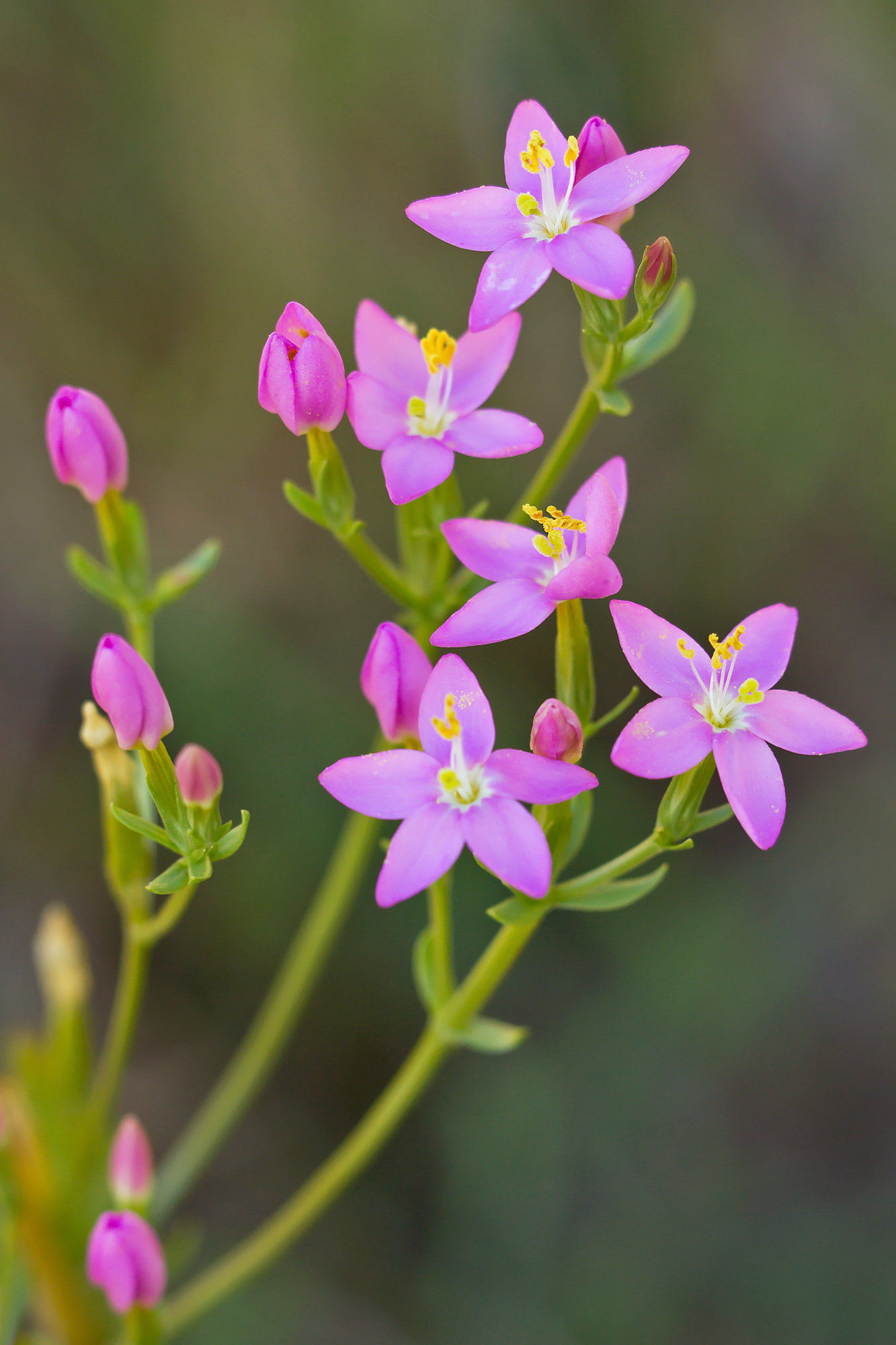
Teilblütenstand mit geschlossenen und offenen Blüten (hier sehr späte Blütezeit im Oktober)

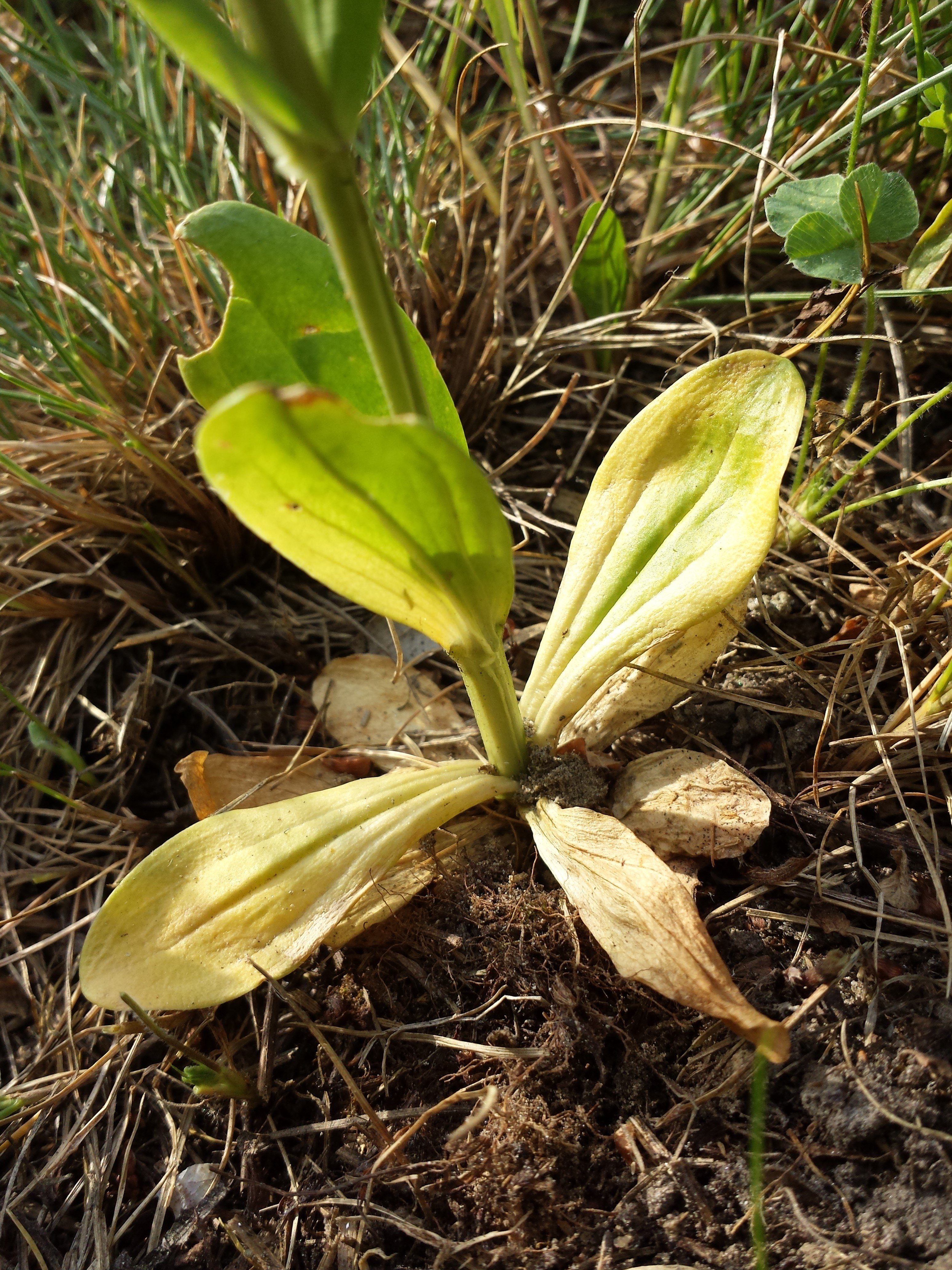
Die Rosettenblätter sind verkehrteiförmig bis elliptisch und breiter als sechs Millimeter

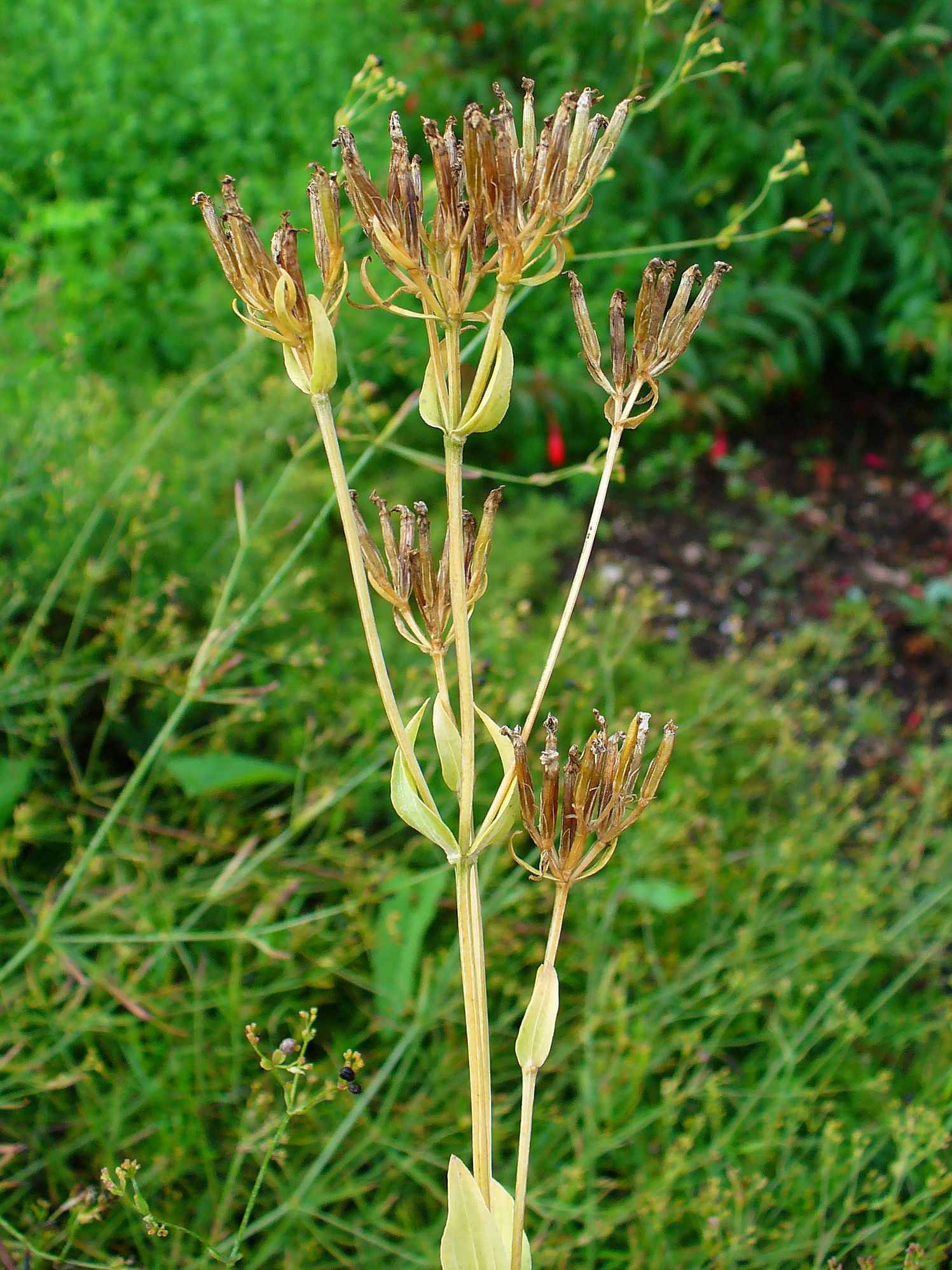
Fruchtstand

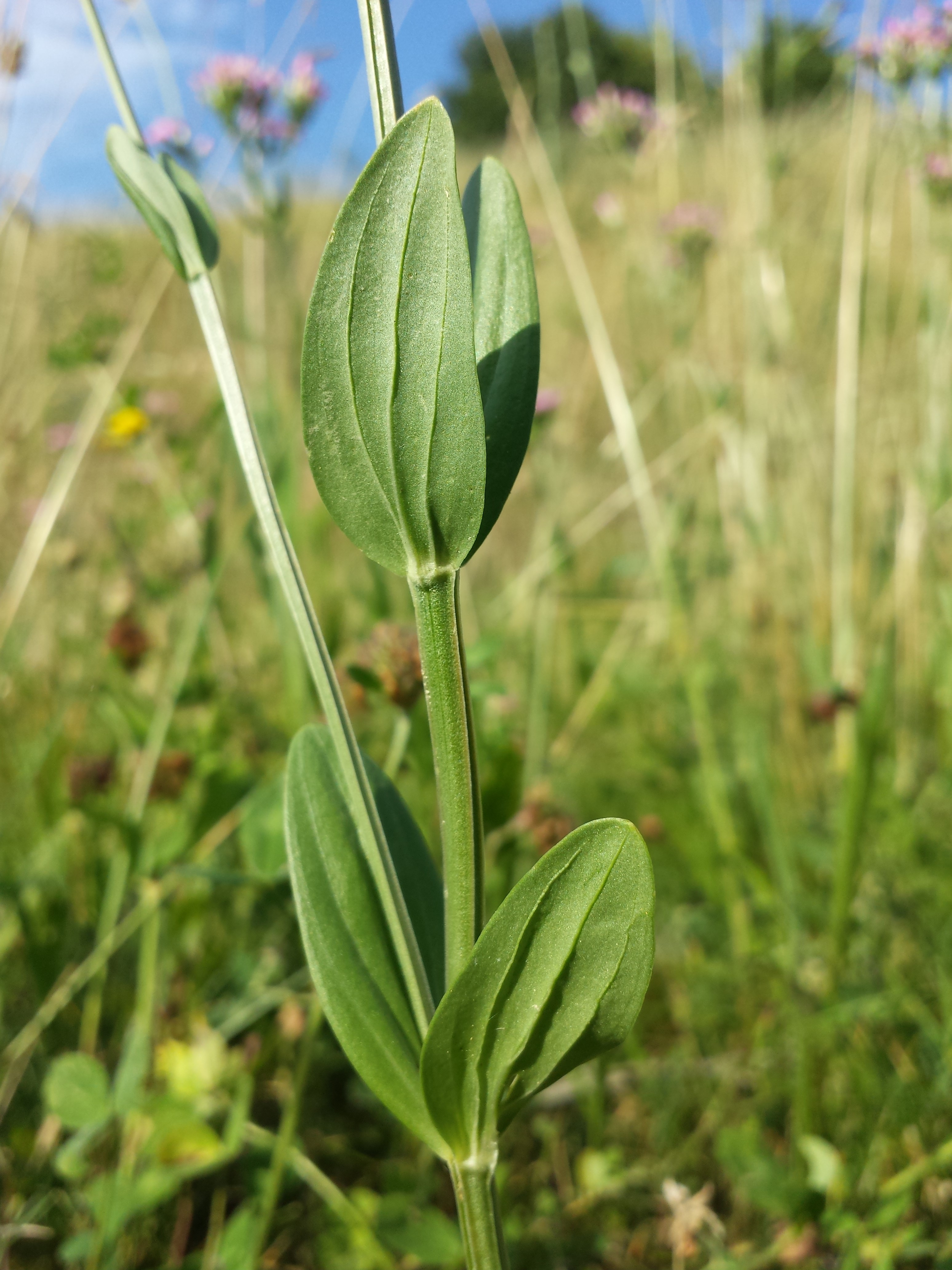
Die Stängelblätter sind elliptisch bis eilanzettlich und meist dreinervig

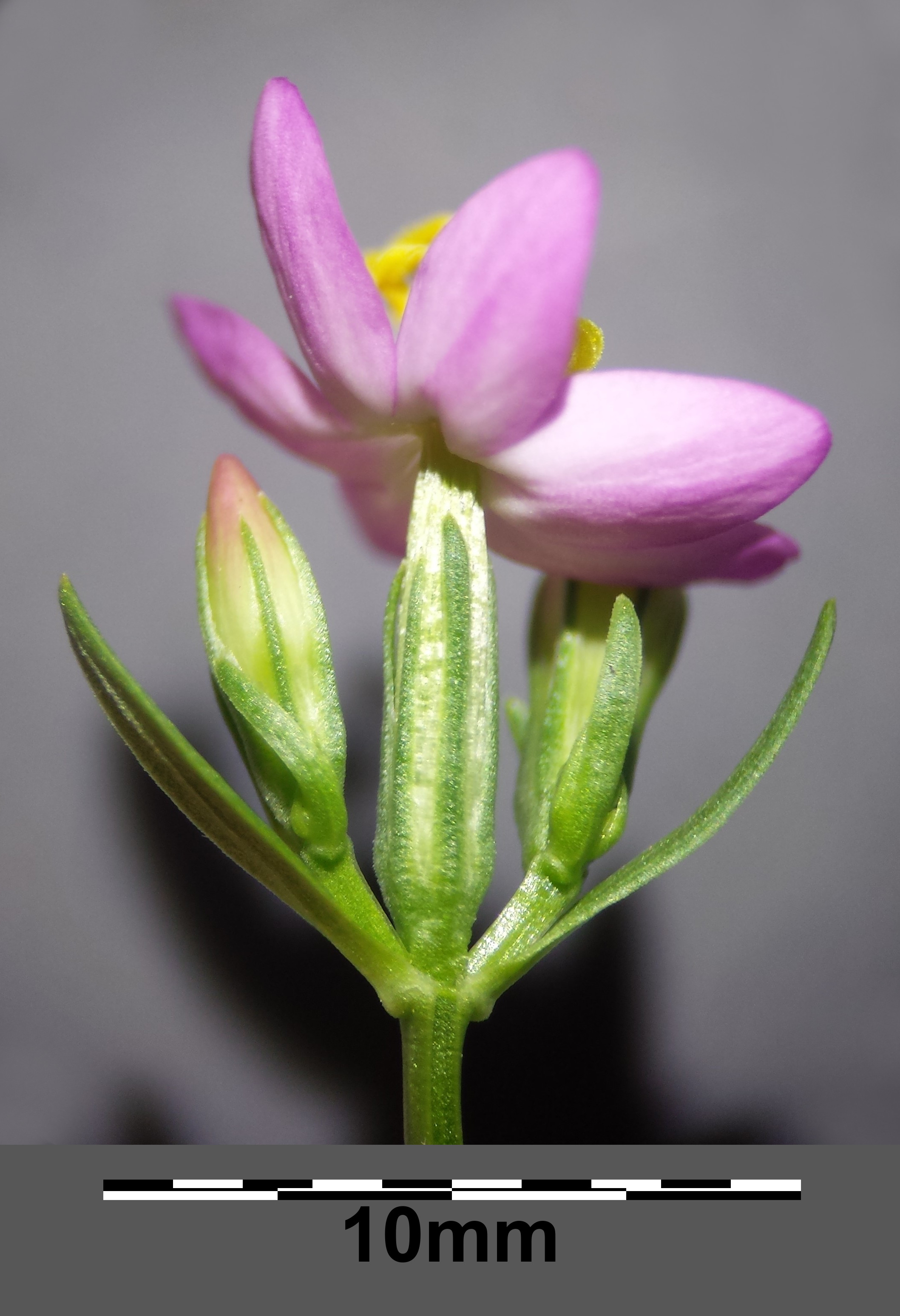
Die Endblüte des Dichasiums ist nicht oder höchstens einen Millimeter lang gestielt

### Vegetative Merkmale
Das Echte Tausendgüldenkraut wächst als sommergrüne ein- bis zweijährige krautige Pflanze und erreicht Wuchshöhen von 20 bis 50, selten bis zu 60 Zentimetern. Der meist aufrechte Stängel ist hohl.
Die kahlen, ganzrandigen, einfachen Laubblätter stehen in einer auffälligen grundständigen Rosette zusammen und sind kreuzgegenständig am Stängel verteilt. Die Grundblätter sind bei einer Länge von 20 bis 40 Millimetern breit-länglich mit gerundetem oberem Ende. Die sitzenden Stängelblätter sind bei einer Länge von meist 1 bis 3 cm sowie einer Breite von 5 bis 15 Millimetern verkehrt-eiförmig bis länglich-elliptisch oder lanzettlich, aber ihr oberes Ende ist spitz; sie werden mit zunehmender Höhe am Stängel kleiner.

### Generative Merkmale
Die Hauptblütezeit reicht von Juni bis September. Es wird ein lockerer bis dichter, zusammengesetzter, trugdoldiger Blütenstand gebildet, dessen zymöse Teilblütenstände oft oben abgeflacht sind. Fast direkt über jeweils zwei Trägblättern befinden sich die mehr oder weniger sitzenden Blüten.
Die zwittrigen Blüten sind bei einem Durchmesser von 9 bis 15 Millimetern radiärsymmetrisch und fünfzählig mit doppelter Blütenhülle. Die fünf Kelchblätter sind verwachsen mit spitzen Zipfeln; der Kelch ist mit 4 bis 7 Millimeter Länge halb bis zwei Drittel so lang wie die Kronröhre. Die fünf zumeist hell-roten bis kräftig rosafarbenen, selten weißlichen Kronblätter sind röhrig verwachsen. Die Krone ist 12 bis 15 Millimeter lang. Die Kronlappen sind 5 bis 7 Millimeter lang und fein-flaumhaarig. Die fünf Staubblätter sind in einem Kreis angeordnet und nahe dem Schlund angeheftet. Die nicht geöffneten Staubbeutel sind 2 bis 3 Millimeter lang. Sie ragen aus der Kronröhre heraus. Nach dem Verstäuben sind sie korkenzieherartig gedreht. Der Griffel ist schlank. Heterostylie oder Herkogamie, ist nach Hegi nicht oder nur wenig ausgebildet. Zudem können lange und kurze Griffelformen bei Blüten derselben Pflanze vorkommen, die außerdem zahlreiche Mittelstufen aufweisen. Die Griffellänge wie auch die Blütengröße richtet sind nach der Anzahl der Bestäubern in einem Gebiet. In neueren Florenwerken wird Heterostylie beim Echten Tausendgüldenkraut allerdings nicht aufgeführt. Die zweilappige Narbe ist länglich.
Die zweiklappige, 7 bis 9 Millimeter lange Kapselfrucht bleibt vom Kelch umschlossen.
Die Chromosomenzahl beträgt 2n = 40 bei einer Chromosomengrundzahl von n = 10 (tetraploid), seltener 42 oder 20.

## Ökologie
Das Echte Tausendgüldenkraut ist einjährig, sommerannuell oder eine winterannuelle bis zweijährige Halbrosettenpflanze. Als sommerannuelle Pflanze, die sich ausschließlich über Samen reproduziert, entspricht die Lebensform der eines Therophyten, als Winterannuelle, mit wintergrüner Rosette überwinternd, der eines Hemikryptophyten. In Deutschland ist die Lebensdauer meist zweijährig. Ob es dort auch winterannuell auftritt, ist ungeklärt.
Blütenökologisch handelt es sich um „Pollen-Stieltellerblumen“, die nur bei Sonne und mindestens 20 °C geöffnet sind. Statt Nektar wird „anbohrbares Gewebe“ angeboten. Es findet reicher Insektenbesuch statt, u. a. auch durch Falter. Die Bestäubung erfolgt durch Bienen, Fliegen und Käfer. Vielleicht ist auch Selbstbestäubung möglich. Die Lebensdauer einer Blüte beträgt etwa fünf Tage.
Die abgestorbenen Pflanzen sind Windstreuer. Außerdem werden die Samen wohl auch durch Regen verschwemmt. Es sind Lichtkeimer.

## Vorkommen
Das in Deutschland (auf Grundlage der Bundesartenschutzverordnung) besonders geschützte Echte Tausendgüldenkraut ist ursprünglich in fast ganz Europa mit Ausnahme des nordwestlichen Skandinaviens verbreitet. Es kommt zerstreut auf sonnigen, halbtrockenen bis frischen Wiesen und Waldlichtungen bis in Höhenlagen von 1400 Metern Meereshöhe vor. In den Allgäuer Alpen steigt es am Grünten in Bayern bis zu einer Höhenlage von 1000 Metern auf.
Nach Ellenberg ist das Echte Tausendgüldenkraut eine Lichtpflanze, intermediär und ein Frischezeiger. Es ist eine Charakterart der Ordnung der Waldlichtungs-Fluren und -Gebüsche (Atropetalia), kommt aber auch in Gesellschaften der Verbände Mesobromion, Violion oder der Ordnung Origanetalia vor.
Die ökologischen Zeigerwerte nach Landolt et al. 2010 sind in der Schweiz: Feuchtezahl F = 3+w+ (feucht aber stark wechselnd), Lichtzahl L = 4 (hell), Reaktionszahl R = 3 (schwach sauer bis neutral), Temperaturzahl T = 3+ (unter-montan und ober-kollin), Nährstoffzahl N = 2 (nährstoffarm), Kontinentalitätszahl K = 3 (subozeanisch bis subkontinental).

## Systematik
Die Erstveröffentlichung des Tausendgüldenkrauts erfolgte 1753 durch Carl von Linné in Species Plantarum Tomus I, S. 229 als Gentiana centaurium. In der Gattung Centaurium erfolgte die Publikation 1800 als Centaurium erythraea durch Carl Gottlob Rafn in Danmarks og Holsteens Flora, 2, S. 75–77. Das Artepitheton erythraea bedeutet rötlich. Synonyme für Centaurium erythraea Rafn sind: Centaurium umbellatum Gilib. nom. inval., Centaurium minus Moench, Centaurium minus subsp. austriacum (Ronniger) O.Schwarz, Centaurium umbellatum subsp. austriacum Ronniger, Erythraea capitata Willd. ex Roem. & Schult., Erythraea lomae Gilg, Centaurium latifolium (Sm.) Druce, Erythraea centaurium (L.) Pers., Centaurium erythraea subsp. austriacum (Ronniger) Holub, Centaurium erythraea subsp. austriacum (Ronniger) Kožuharov & Petrova, Centaurium erythraea subsp. capitatum (Willd.) Jovet & R.Vilm., Centaurium umbellatum subsp. capitatum (Willd.) P.Fourn., Centaurium minus subsp. transiens (Wittr.) Bjelcić.
Von Centaurium erythraea gibt es viele Unterarten:
- Centaurium erythraea Rafn subsp. erythraea
- Centaurium erythraea subsp. apertum (H.Lindb.) Greuter: Sie kommt in Marokko und in Algerien vor.[17]
- Centaurium erythraea subsp. bernardii (Maire & Sauvage) Greuter: Sie kommt in Marokko vor.[17]
- Centaurium erythraea subsp. bifrons (Pau) Greuter: Sie kommt in Marokko vor.[17]
- Centaurium erythraea subsp. enclusense (O.Bolòs, Molin. & P.Monts.) O.Bolòs & Vigo: Sie kommt auf Menorca vor.[17]
- Centaurium erythraea subsp. grandiflorum (Pers.) Melderis: Sie kommt auf den Azoren, in Portugal, Spanien und Sizilien vor.[17]
- Centaurium erythraea subsp. limoniiforme (Greuter) Greuter: Sie kommt in Griechenland vor.[17]
- Centaurium erythraea subsp. majus (Hoffmanns. & Link) M.Laínz: Sie kommt auf den Azoren, in Nordafrika und in Südeuropa vor.[17]
- Centaurium erythraea subsp. rhodense (Boiss. & Reut.) Melderis: Sie kommt in Marokko, in Südeuropa, in Mitteleuropa und in der Türkei vor.[17]
- Centaurium erythraea subsp. rumelicum (Velen.) Melderis: Sie kommt in Südeuropa und in der Türkei vor.[17]
- Centaurium erythraea subsp. ruthenicum (Velen.) Melderis: Sie kommt in der Ukraine vor.[17]
- Centaurium erythraea subsp. suffruticosum (Griseb.) Greuter: Sie kommt in Marokko, Algerien, Tunesien, in Spanien und in Frankreich vor.[17]
- Centaurium erythraea subsp. turcicum (Velen.) Melderis: Sie kommt in Süd-, Mittel-, in Osteuropa und in der Türkei vor.[17]

Das Echte Tausendgüldenkraut bildet mit anderen Arten der Gattung Hybriden:
- C. ×intermedium (Wheldon) Druce  Eltern: C. erythraea × C. littorale
- C. ×aschersonianum (Seemen) Hegi  Eltern: C. erythraea × C. pulchellum

## Das Echte Tausendgüldenkraut als Heilpflanze

### Geschichte
Dioskurides, Plinius und Galen unterschieden zwischen einem Großen Centaurion und einem Kleinen Centaurion. Das Kleine Centaurion wurde früher als Centaurium erythraea – Tausendgüldenkraut gedeutet, wobei nicht ausgeschlossen werden kann, dass auch eine verwandte Art wie C. tenuiflorum oder C. pulchellum gemeint ist. Als Heilmittel sollte das Kraut bei Augenleiden, zur Wundbehandlung und bei Menstruationsbeschwerden eingesetzt werden.
Hieronymus Bock war einer der ersten, der bei der Beschreibung der Pflanze sich nicht mehr auf die antiken Schriften verließ, sondern sie in der Natur selbst in Augenschein nahm und den Heilwirkungen der Antike eigene Erfahrungen hinzufügte. Er empfahl sie für Bauchleiden und äußerliche Anwendungen. Matthioli erkannte einen Effekt als Haarbleichmittel.
Das Echte Tausendgüldenkraut wurde früher und in der Volksheilkunde bei Erkrankungen der Leber und Galle sowie (als „Fieberkraut“) bei Fieber eingesetzt.

### Gegenwärtige Nutzung und Inhaltsstoffe
Die medizinisch vielfältig genutzte Droge (getrocknete, oberirdische Teile der blühenden Pflanze) weist an wichtigen Inhaltsstoffen z. B. Bitterstoffe, Flavonoide, Xanthone und Phenolcarbonsäuren auf.
Nach der deutschen Kommission E kann ein Aufguss der bitter schmeckenden zerkleinerten Arzneidroge bei Appetitlosigkeit und dyspeptischen Beschwerden helfen. Die Kontraindikationen sind Magen- und Darmgeschwüre.
Pflanzenteile sind Bestandteile einiger Kräuterliköre.

## Aberglaube
Wie vielen rotblühenden Pflanzen sprach man auch dem Echten Tausendgüldenkraut eine antidämonische Wirkung zu. In Schlesien wurde es allgemein als zauberabwehrendes Mittel angewandt. Den Hirten der Walachei in Mähren galt es, gemeinsam mit Wundklee (Anthyllis vulneraria) gepflückt und in der Johannisnacht in die Schafställe gebracht, als wirksamer Abwehrzauber.
Der Trivialname Tausendgüldenkraut legt eine Beziehung zu Geldsegen nahe. So fanden in der Bayreuther Gegend Tausendgüldenkraut und Schabziegerklee ihren Platz in der Spardose, um immer genug Geld zur Verfügung zu haben.
Im Elsass war/ist das Tausendgüldenkraut Bestandteil des geweihten Würzbüschels an Mariä Himmelfahrt. Damit versprach man sich eine Schutzwirkung vor Blitzen.

## Namensgebung
Der deutsche Name Tausendgüldenkraut (seltener auch Tausendguldenkraut) ist aus „tausend Gulden wert“ abgeleitet, der die Bedeutung dieser Pflanze wiedergibt. Zugrunde liegt, wie auch der Benennung als „Hundertguldenkraut“, eine Falschübersetzung des lateinischen Namens centaurea bzw. centaurium, der nicht aus centum aurei (100 Gulden), sondern vom griechischen Pflanzennamen kentaúrion stammt, da der mythische Kentaur Cheiron das Kraut zur Heilung von Wunden benutzt hat. Chiron, dem beim Mustern der Waffen des Herkule ein Pfeil in den Fuß gefallen sein soll, habe sch laut der Naturalis historia des Plinius mit diesem Wundkraut geheilt.  Die alte lateinische Bezeichnung Centaureum minus für das Tausendguldenkraut stand im Gegensatz zum Centaureum majus, dem (Großen) Zentaurenkraut, der bis 2001 als solche angesehenen Typusart (Centaurea centaurium L.) der Flockenblumen.
Weitere Trivialnamen für das im Lateinischen früher unter anderem fel terrae („Erdgalle“) genannten Echte Tausendgüldenkraut sind Bitterkraut, Erdgallenkraut, Gottesgnadenkraut, Fieberkraut, Hundertguldenkraut, Magenkraut, Roter Aurin, Sanktorikraut. Darüber hinaus bestehen bzw. bestanden auch die weiteren deutschsprachigen Trivialnamen: Agrinken (Warnemünde), Apriniken (Mecklenburg), Augerinken (Stavenhagen), Aurian, Auriken (Mecklenburg), Auriaiken (Mecklenburg), Aurin (Unterweser, Ostfriesland), Aurine (althochdeutsch, mitteldeutsch), Aurinie (althochdeutsch, mitteldeutsch), Aurinkraut (althochdeutsch, mitteldeutsch), Aurit (Wangerooge), Beverkrut (mittelniederdeutsch), Biberkraut (mittelhochdeutsch), Bieferkraut (im Sinne von Fieberkraut, mittelhochdeutsch), Centaur (mittelhochdeutsch), Centauren (mittelhochdeutsch), Center (mittelhochdeutsch) Dusintgüldinkrut, Erdgalle, Ertzelle (mittelniederdeutsch-holländisch), Erdgall (Mecklenburg, Göttingen, Unterweser), Ertgalla (mittelhochdeutsch), Ertgalle (mittelniederdeutsch), Ertgallen (mittelniederdeutsch), Fiberkraut (mittelhochdeutsch), Garthayde (mittelhochdeutsch), Gharthede (mittelhochdeutsch), Ghardheide (mittelhochdeutsch), Goldkraut (im Mittelalter), Grinken (Boizenburg), Grinkenblume (Boizenburg), Gutherut (mittelhochdeutsch), Hertgalle (mittelniederdeutsch), Himmelsblümli (Bern), Hizgenblume, Hundertguldenkrut (mittelhochdeutsch), Jäuse (Graubünden), Kratzengen, Landaw (bereits 1533 erwähnt), Laurin (Ostpreußen), Margreitenblaume (Boizenburg), Mariekens (Rhena), Muttergotteschrut (St. Gallen bei Sargans), Radele, Radella, Rotorinkrud (Altmark), Sindau (Grafschaft Mark), Sindört (Grafschaft Mark), Sinögge (Grafschaft Mark), Tausendgulden, Tausendguldenkraut (Schwaben, Graubünden), Tausendgäldekrokt (Siebenbürgen), Tausentguldin, Tusigguldenkraut (Bern), Veltrede (mittelniederdeutsch), Wontkrud (mittelniederdeutsch), Wundkraut (mittelhochdeutsch), Wudkraut (mittelhochdeutsch) und Wundchrawt (mittelhochdeutsch).

## Historische Quellen
- Antike – Spätantike: Dioskurides 1. Jh.[33] – Plinius 1. Jh.[34] – Galen 2. Jh.[35] – Pseudo-Apuleius 4. Jh.[36]
- Arabisches Mittelalter: Avicenna 11. Jh.[37] – Konstantin 11. Jh.[38] – Circa instans 12. Jh.[39] – Pseudo-Serapion 13. Jh.[40] – Ibn al-Baitar 13. Jh.[41]
- Lateinisches Mittelalter: Pseudo-Macer 11. Jh.[42] – Deutscher Macer 13. Jh.[43] – Hildegard von Bingen 12. Jh.[44] – Konrad von Megenberg 14. Jh.[45] – Nikolaus Frauenlob 15. Jh.[46] – Herbarius Moguntinus 1484[47] – Gart der Gesundheit 1485[48] – Hortus sanitatis 1491[49] – Hieronymus Brunschwig 1500[50]
- Neuzeit: Otto Brunfels 1532[51] – Otto Brunfels 1537[52] – Hieronymus Bock 1539[53] – Leonhart Fuchs 1543[54] – Mattioli / Handsch / Camerarius 1586[55] – Nicolas Lémery 1699/1721[56] – Onomatologia medica completa 1755[57] – William Cullen 1789/90[58] – Jean-Louis Alibert 1805/05[59] – Hecker 1814/15[60]  – Philipp Lorenz Geiger 1830[61] – Pereira / Buchheim 1846/48[62] – August Husemann / Theodor Husemann 1871[63] – Theodor Husemann 1883[64] – Wolfgang Schneider 1974[65]

## Historische Abbildungen

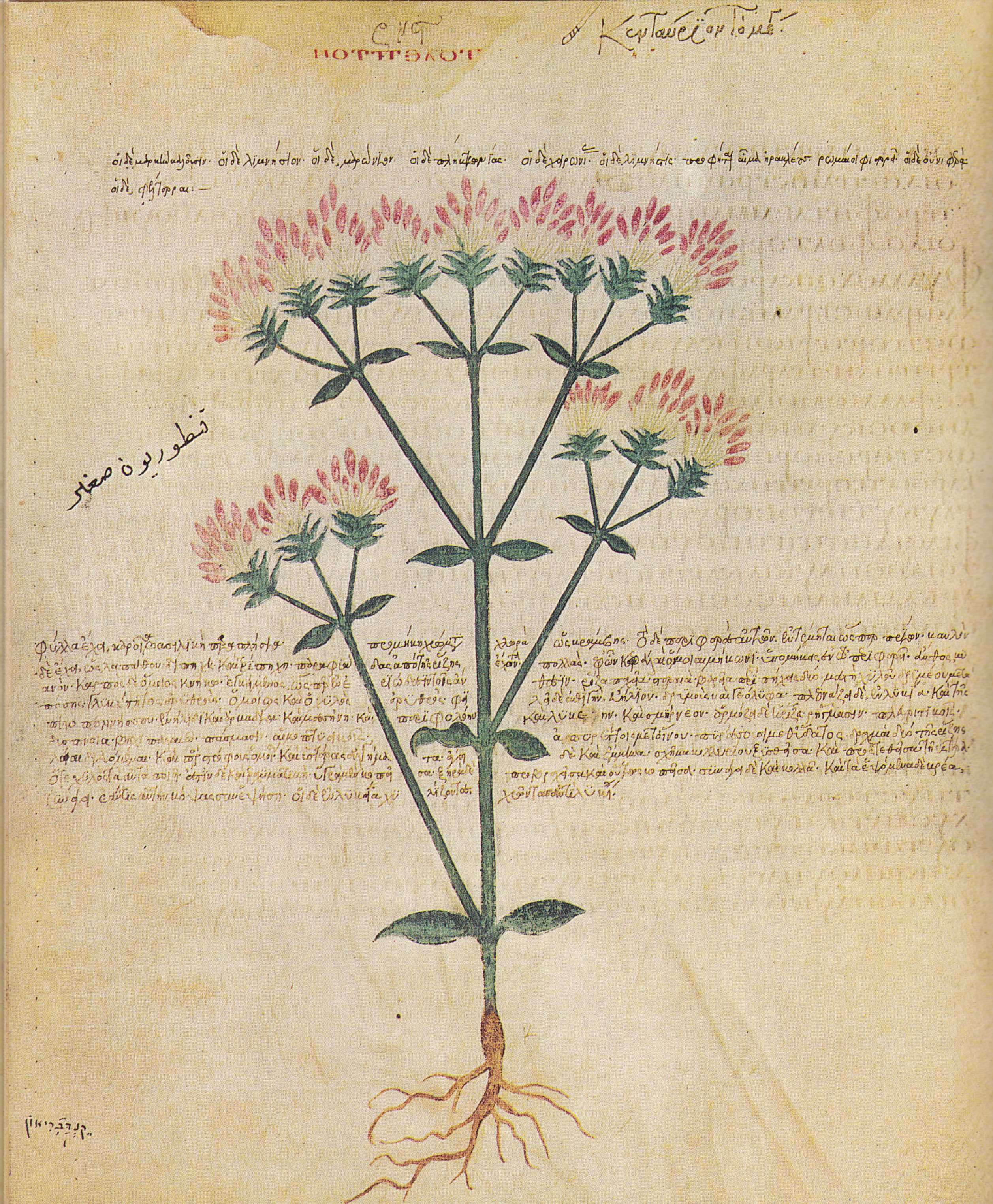
Wiener Dioskurides 6. Jahrhundert
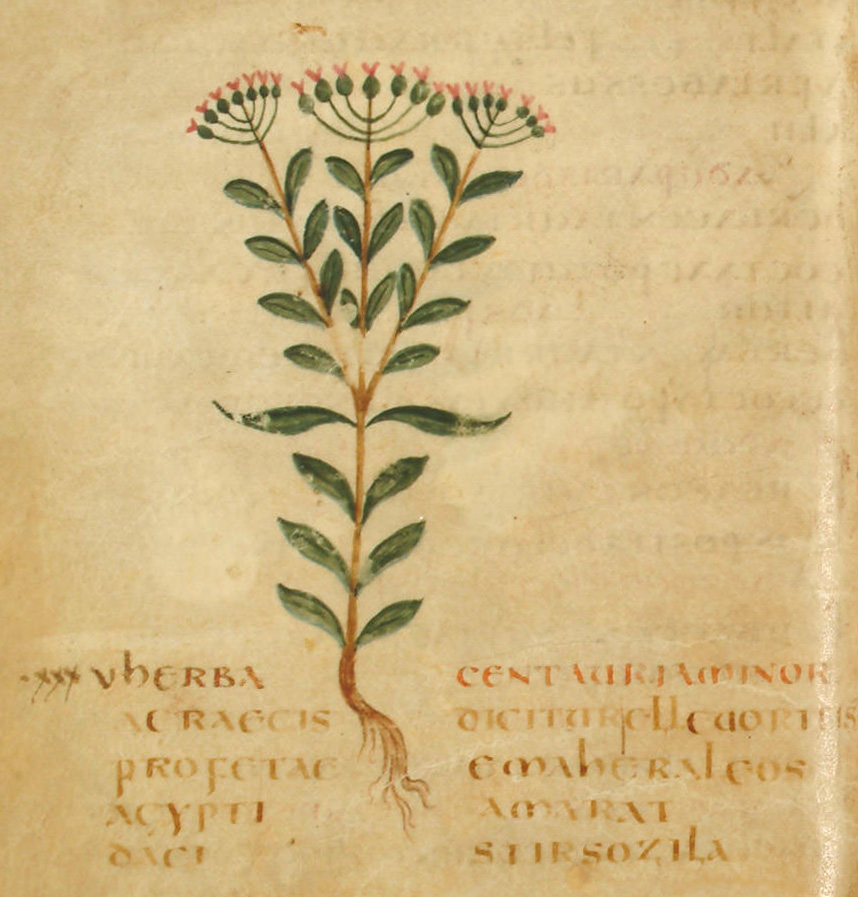
Pseudo-Apuleius Leiden 6. Jahrhundert
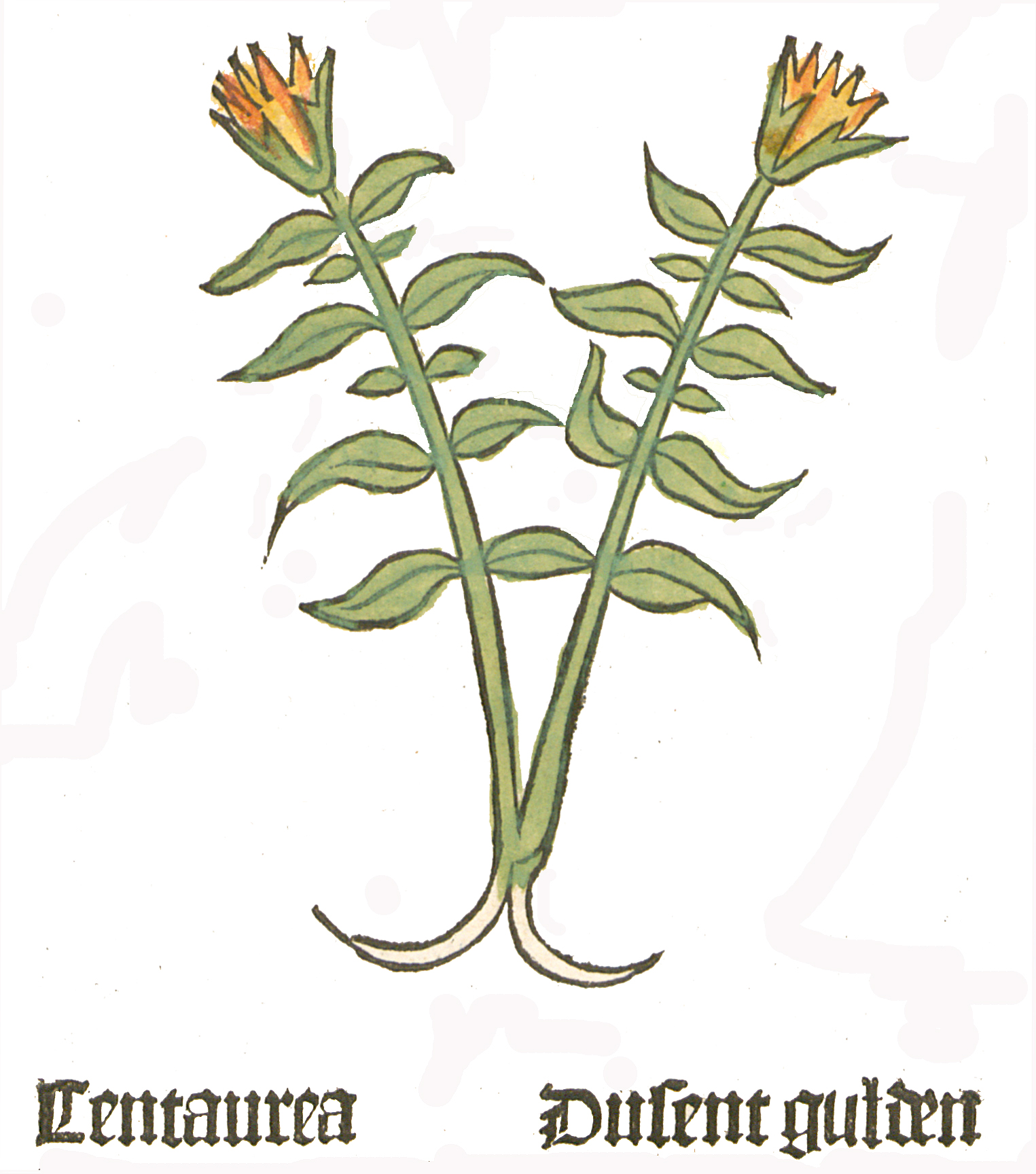
Herbarius Moguntinus 1484
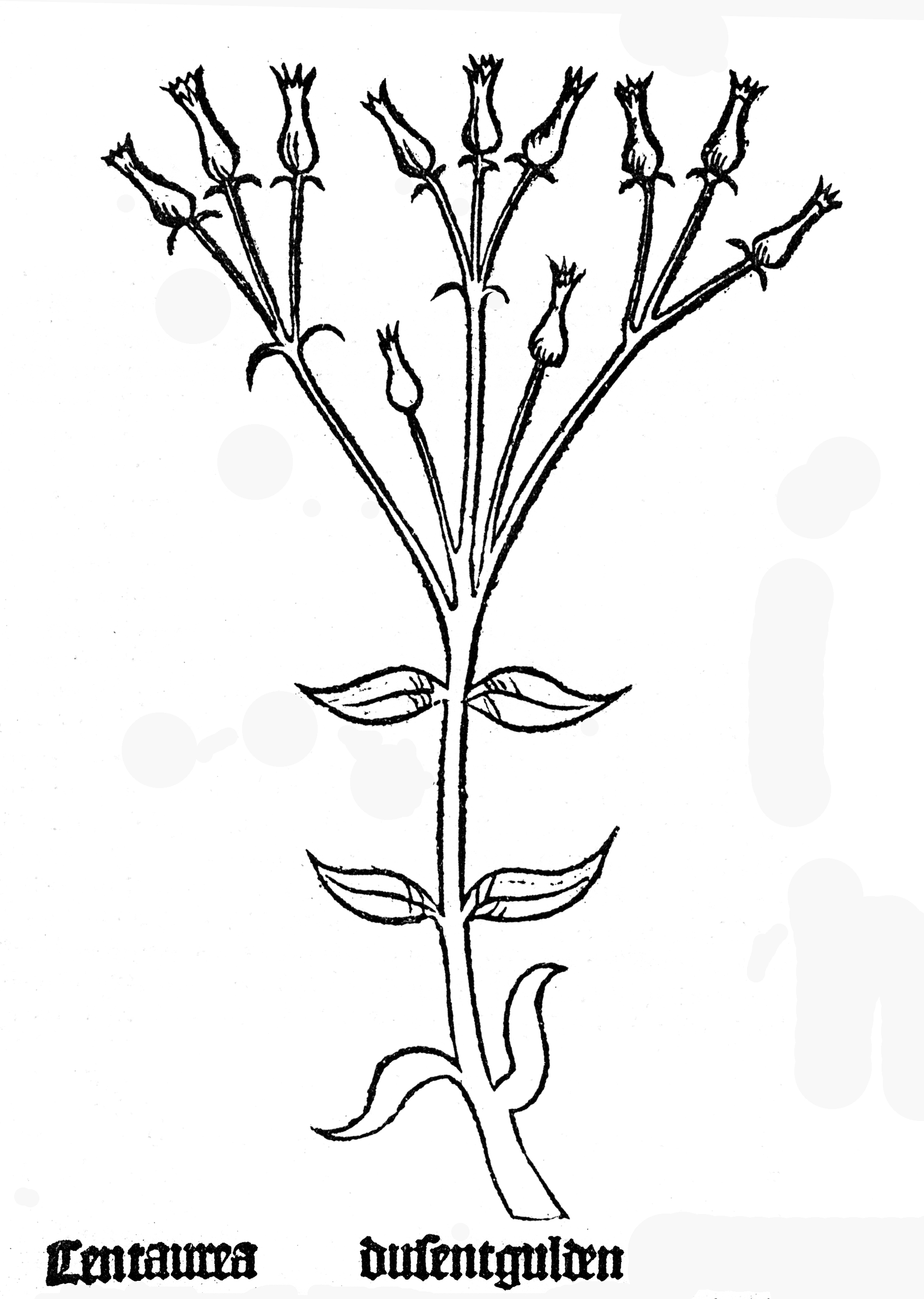
Gart der Gesundheit 1485
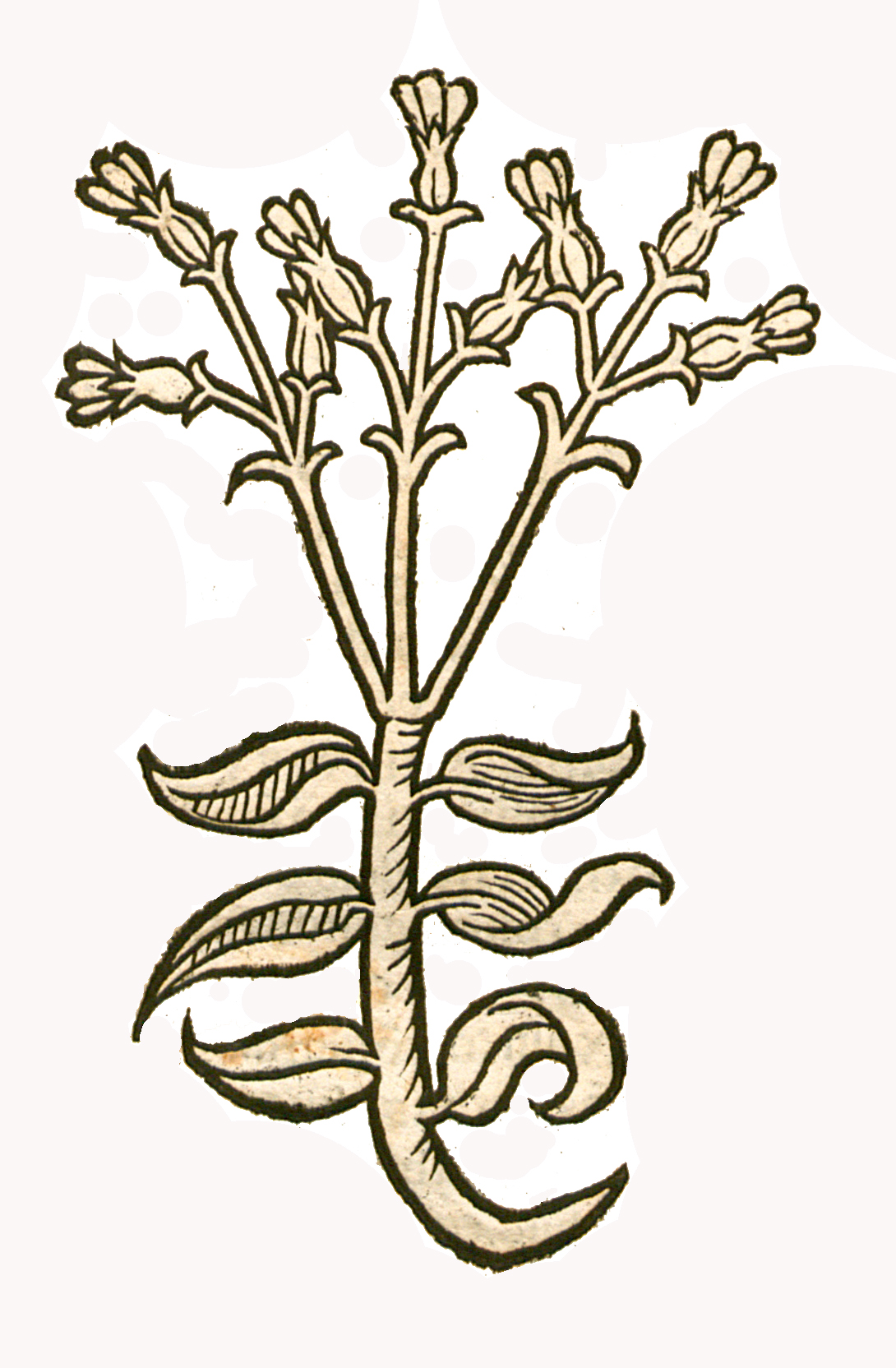
Hortus sanitatis 1491
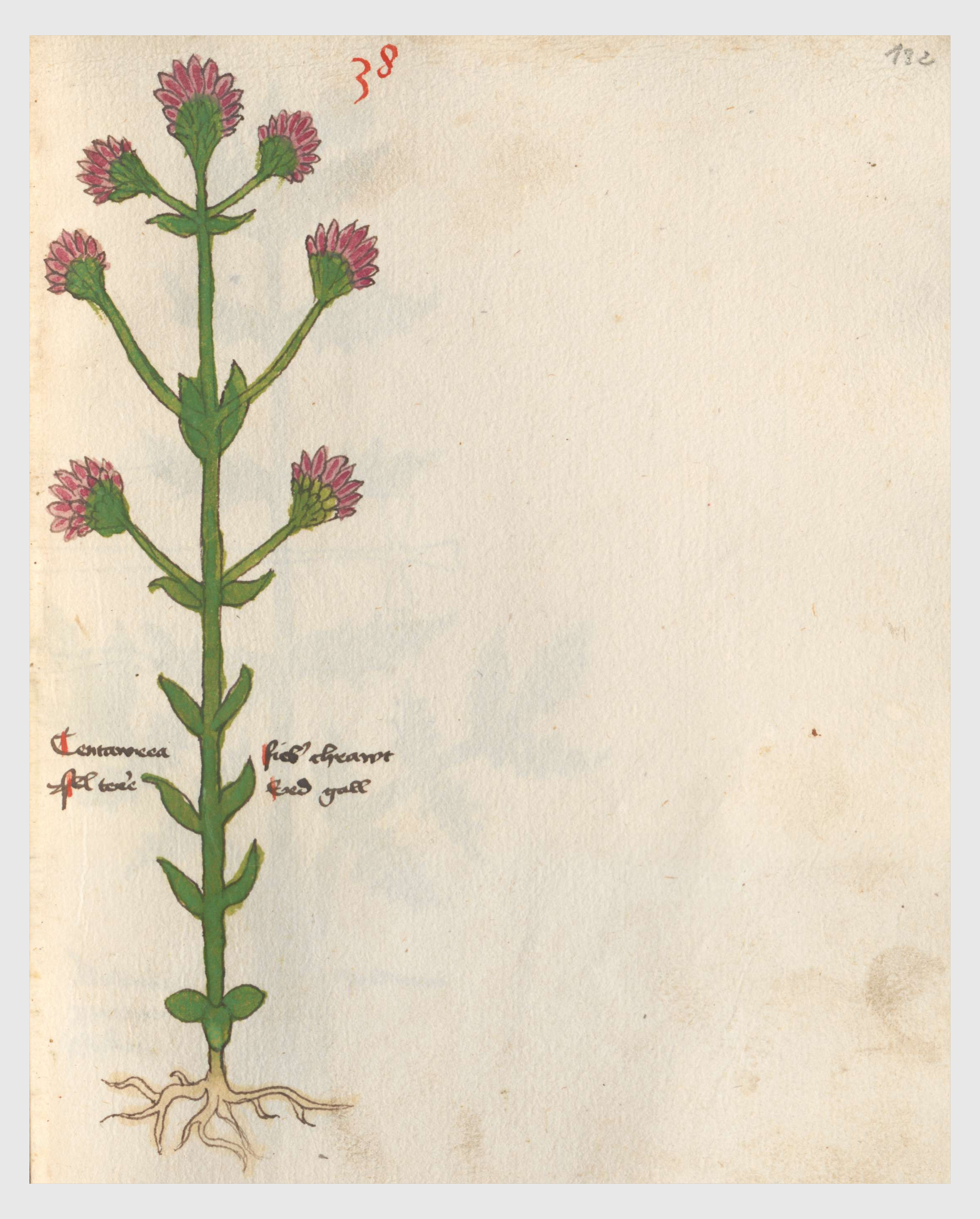
Vitus Auslasser 1479
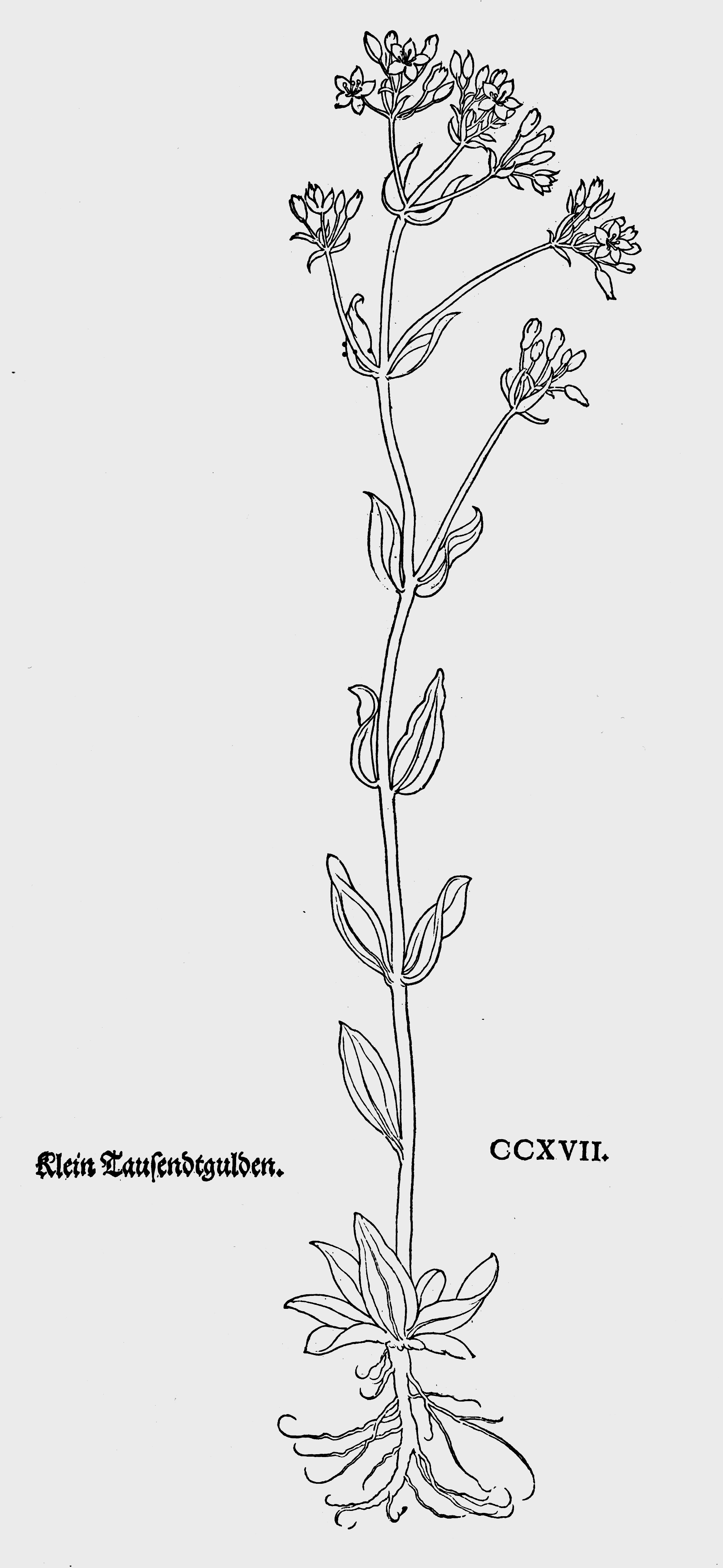
Leonhart Fuchs 1543
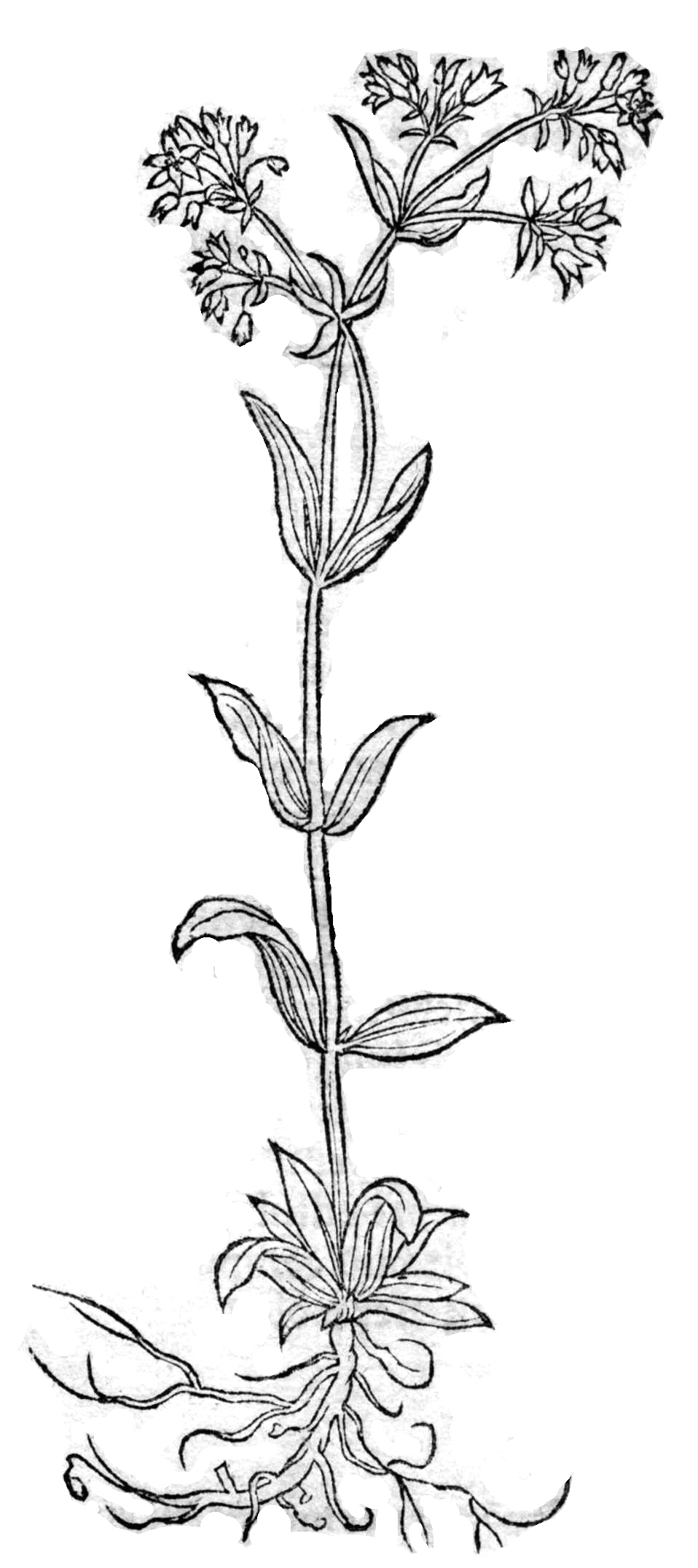
Hieronymus Bock 1546
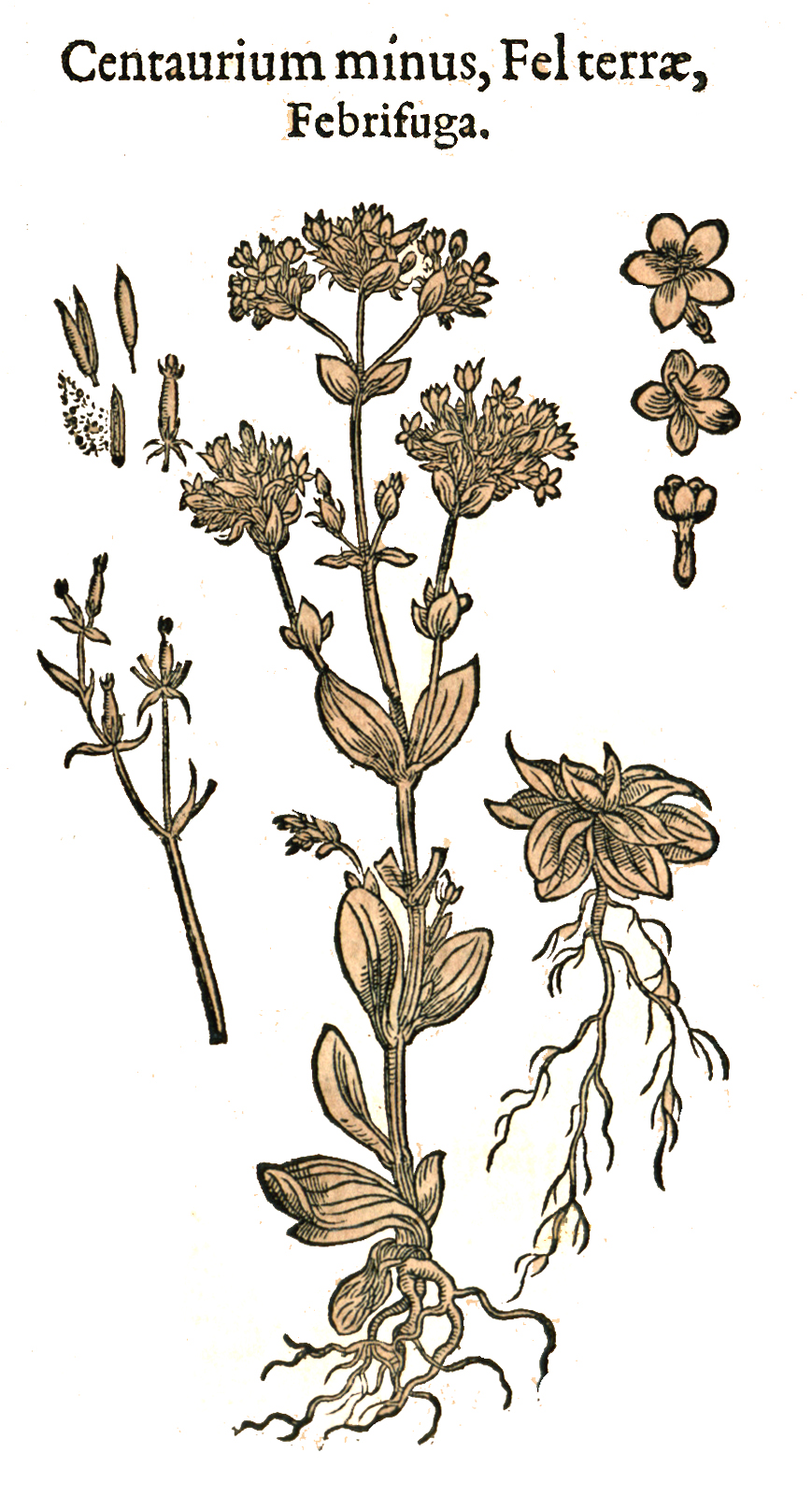
Mattioli / Handsch / Camerarius 1586